# Peter Wrolich
Peter »Paco« Wrolich, avstrijski kolesar, * 30. maj 1974, Dunaj, Avstrija.
Wrolich je nekdanji profesionalni cestni kolesar, ki je v svoji karieri tekmoval za ekipi Gerolsteiner med letoma 1999 in 2008 ter Team Milram med letoma 2009 in 2010. Nastopil je na poletnih olimpijskih igrah v letih 1996 in 2000, leta 1996 je dosegel 54., leta 2000 pa 22. mesto, obakrat na cestni dirki. Petkrat je nastopil na Dirki po Franciji, enkrat na Dirki po Italiji, nikoli pa na Dirki po Španiji. Najboljšo skupno uvrstitev na dirkah Grand Toura je dosegel z 82. mestom leta 2002 ob edinem nastopu na Dirki po Italiji, najboljšo etapno uvrstitev pa drugo mesto z Dirke po Franciji. Enajstkrat je nastopil na spomeniku Milano-San Remo. Leta 2001 je zmagal na avstrijski dirki Herald Sun Tour, leta 2002 na nemški Rund um Köln, leta 2004 pa na nemški dirki Rund um die Hainleite. Novembra 2010 je končal profesionalno kariero. Leta 2011 je prejel Bloudkovo plaketo za »pomemben tekmovalni dosežek v športu«.
Odraščal je v naselju Loče v občini Bekštanj in maturiral na Zvezni gimnaziji in zvezni realni gimnaziji za Slovence v Celovcu. Po upokojitvi v Ločah vodi restavracijo Taverna Paco in prireja kolesarski kamp, bil je tudi direktor Koroške kolesarske zveze.